# فوکر دی.۵
فوکر دی.۵ (انگلیسی: Fokker D.V) یک هواپیمای ساخت فوکر است .  